# Denmark (Caroline du Sud)
Pour les articles homonymes, voir Denmark.
Denmark est une ville du comté de Bamberg en Caroline du Sud.
En 2010 sa population était de 3 538 habitants.

## Démographie
| 1890 | 1900 | 1910  | 1920  | 1930  | 1940  |
| ---- | ---- | ----- | ----- | ----- | ----- |
| 366  | 724  | 1 075 | 1 254 | 1 713 | 2 056 |

| 1950  | 1960  | 1970  | 1980  | 1990  | 2000  |
| ----- | ----- | ----- | ----- | ----- | ----- |
| 2 814 | 3 221 | 3 571 | 4 434 | 3 762 | 3 328 |

| 2010  | - | - | - | - | - |
| ----- | - | - | - | - | - |
| 3 538 | - | - | - | - | - |